# Onsen
Onsen (温泉) er et japansk udtryk for varme kilder men bruges ofte også om de omkringliggende badefaciliteter og overnatningssteder. Da Japan er et vulkansk aktivt land, er der tusindvis af onsen spredt udover hele landet. Onsen blev traditionelt brugt til at bade i, mens de i nutiden spiller en vigtig rolle i indenrigsturismen.

## Generelt
Onsen findes i mange forskellige typer og former, inklusive udendør (露天風呂 eller 野天風呂 roten-buro eller noten-buro) og indendørs bade. Badene kan være offentlige drevet af de lokale myndigheder eller private (内湯 uchiyu) drevet som del at et hotel, ryokan (japansk kro) eller bed and breakfast (民宿 minshuku).
Onsen spiller en central rolle i japansk turisme og findes ofte på landet, om end der stadig også findes et antal populære steder i store byer. De er en vigtig turistattraktion for japanske par, familier og grupper, der gerne vil væk fra byens hektiske liv for at slappe af. Japanere taler ofte om kraften af "nøgent fællesskab" (裸の付き合い hadaka no tsukiai), der nedbryder barrierer og gør det muligt at lære folk at kende i den afslappede hjemlige atmosfære i en ryokan med tilknyttet onsen. Japanske tv-programmer viser ofte programmer om lokale onsen.
Onsen markeres ofte på skilte og kort med symbolet ♨ eller kanjien  (湯 yu, varmt vand). Nogle gange bruges den simplere hiragana ゆ (yu) i stedet for at gøre det nemmere at forstå for mindre børn.
Traditionelt var onsen placeret udendørs men nu om stunder har mange kroer også indendørs badefaciliteter. Onsen bruger pr. definition naturligt varmt vand fra geotermisk varme kilder. Onsen adskiller sig derved fra sentou, offentlige badehuse, hvor badene er fyldt med varmt vand fra hanen. Den juridiske definition på en onsen omfatter, at vandet skal indeholde mindst en af nitten bestemte kemiske elementer og være mindst 25 °C varmt før genopvarmning. Lagdeling findes for vand af forskellig temperatur. Store onsen-hoteller har ofte tematiske spabade og kunstige vandfald i badeområdet  (打たせ湯 utaseyu). Udendørs bade laves oftest af solcypres, marmor eller granit, mens indendørs bade kan være lavet af kakkel, akryl eller rustfrit stål.
Vandet i onsen anses for at have helende kræfter fra mineralerne i det. Visse onsen har endda flere forskellige bade med hver deres sammensætning af mineraler. Nogle onsen praler også om deres forskellige vand eller sammensætning af mineraler, samt om hvilke helende kræfter disse måtte have. Dertil kan så komme andre serviceydelser så som massage.
Folk rejser til onsen sammen med kollegaer, venner, deres familie eller som par.

## Blandet badning
Traditionelt badede mænd og kvinder sammen i onsen og sentou, men efter Japans åbning mod vesten under Meiji-restaurationen er kønnene blevet adskilt de fleste steder. Blandet badning (混浴 konyoku) forekommer dog stadig ved visse specielle onsen på landet, idet der dog normalt også tilbydes særskilte bade kun for kvinder, eller de to køn bader på hver deres tidspunkt. Mænd dækker normalt deres kønsorganer med et lille håndklæde, mens de bader, mens kvinder dækker kroppen til i et stort håndklæde. Børn af begge køn kan forekomme i både mændenes og kvindernes bad. I nogle præfekturer, herunder Tokyo, er nøgenbadning forbudt, og de steder er folk derfor forpligtede til at bære badetøj eller yugi (湯着 yugi), der er særligt tøj for badning.

## Etikette
Ved både onsen og sentou forventes alle gæster at vaske deres kroppe og rense dem selv grundigt, før de stiger ned i det varme vand. Vaskeområderne er forsynet med skamler, vandhaner, træbaljer og toiletartikler så som sæbe og shampoo. Næsten alle onsen tilbyder også bruseslanger. At gå i en onsen, mens man stadig er beskidt eller har spor af sæbe på kroppen er socialt uacceptabelt.
Det er normalt ikke tilladt at bruge badetøj i badet. Visse moderne onsen med karakter af vandland kræver dog, at gæsterne har badetøj på i de blandede bade.
Gæsterne i onsen har som regel et lille håndklæde med til brug som vaskeklud. Håndklædet kan også give en vis anstændighed, når man går mellem vaskeområdet og badene. Nogle onsen tillader folk at have håndklædet på i badet, mens andre har skilte, der forbyder det med den begrundelse, at det gør det sværere for dem at rense badet. Det er nogle gange imod reglerne at dyppe håndklæder i badevandet, da de kan være urene. I sådanne tilfælde lægger folk normalt deres håndklæder langs kanten af badet, mens de er i, eller har det sammenfoldet på hovedet.
Lydniveauet kan variere fra stille til støjende. Nogle steder spiller der musik, og der kan være fontæner med strømmende vand. De badende vil ofte snakke sammen i den afslappede atmosfære. Det er normalt forbudt at optræde voldsomt i bade og vaskeområder. Det tolereres dog normalt, at børn får afløb for deres energi og plasker rundt i mindre omfang.
Mange onsen har forbud mod folk med tatoveringer, da den slags traditionelt er blevet set som et tegn på de kriminelle yakuza, der netop traditionelt har haft omfattende tatoveringer. Trods baggrunden håndhæves reglen ofte strengt overfor alle, inklusive kvinder og udlændinge, og også selvom tatoveringerne er små og fredelige.

## Terapi
Japans vulkanske natur resulterer i masser af kilder. Hvis en onsens vand indeholder bestemte mineraler eller kemikalier, vil stedet skilte med hvad slags onsen det er. Eksempler på forskellige slags onsen omfatter:
- Sulfur-onsen (硫黄泉 iou-sen)
- Sodium chloride-onsen (ナトリウム泉 natoriumu-sen)
- Hydrogen carbonate-onsen (炭酸泉 tansan-sen)
- Jern-onsen (鉄泉 tetsu-sen)

I Japan siges det, at onsen har forskellige medicinske effekter. Japanerne tror, at en god gennemblødning i et ordenligt onsen afhjælper piner, smerter og sygdomme, og besøger onsen for at kurere sygdomme som artralgi, kroniske hudsygdomme, diabetes, forstoppelse, menstruationsforstyrrelser osv.
De medicinske effekter har givet onsen en central rolle i balneoterapi, der kaldes for "Onsen-terapi" (温泉療法 onsen-ryouhou). Onsen-terapi er en omfattende badebehandling lavet for at fastholde helbredet, normalisere dysfunktioner og forhindre sygdomme.

## Risici
Selvom millioner af japanere bader i onsen hvert år med kun få bemærkelsesværdige bieffekter, så er der stadig visse uoverensstemmelse vedrørende brug af onsen, så som ved højt blodtryk eller hjertesygdomme.
I nyere tid er legionellabakterier blevet fundet sporadisk i onsen med dårlig hygiejne. Afsløringer af dårlig hygiejnepraksis ved visse onsen har desuden ledt til øget regulering i branchen for at fastholde dens ry.
Der har også været rapporter om termofile organismer så som forskellige arter af naegleria. Mens studier har fundet naegleria i vand fra varme kilder, så er den frygtede amøbe naegleria fowleri ikke blevet identificeret. Samlet set har der dog kun været mindre end fem sager historisk set i Japan, og de har ikke nødvendigvis været forbundet med onsen.
Mange onsen har skilte til gæsterne, der minder folk med åbne sår, bylder eller læsioner om ikke at bade. Desuden tilfører onsen i nyere tid i stigende grad vandet klor for at forhindre infektioner. Mange onsen-purister foretrækker dog naturlige onsen uden klor, og som ikke genbruger vandet men renser badet dagligt. Disse forholdsregler og ordentligt brug af onsen, så som ikke at holde hovedet under vand og vaske sig grundigt før badet, reducerer i stor grad enhver risiko for de badende.

## Problemer
I 2001 brugte onsen-ejere i Otaru (Hokkaido) episoder med voldsomme russiske fiskere, der forstyrrede de andre kunder og udløste mindre omsætning, som begrundelse for at nægte service til andre end japanere. Sagen kom i fokus i februar 2001, da en indvandrer, der havde fået japansk statsborgerskab, og to andre sagsøgte Yunohana Onsen i Otaru for åbenlyst at nægte service til kunder på grund af deres race. Yunohana Onsen tabte sagen i november 2002.
I et andet tilfælde af diskrimination rendte Kurokawa Onsen Hotel i Kumamoto-præfekturet ind i juridiske problemer, da patienter med spedalskhed blev nægtet adgang. Spedalskhed er ikke smitsomt, når det først er behandlet, og love, der tidligere blev brugt til at udelukke spedalske patienter, er for længst blevet ophævede.
Generelt er der dog kun få rapporter om den slags tilfælde af diskrimination blandt de tusindvis af onsen i Japan.